# 2024年3·15晚会
2024年3·15晚会，全名《2024年中央广播电视总台3·15晚会》，是中国中央广播电视总台于2024年3月15日晚8点播出的公益晚会节目。今年3·15晚会聚焦的主题是：共筑诚信、共享安全。
这次节目主要披露了如下问题：

## 制造水军的“主板机”
“我们只要发在平台上，就是进到里面的人都看得到，要是看到这个东西有兴趣，就会主动来联系我们。” ——云抖科技有限公司 袁经理
曝光了利用废旧手机主板组装而成的主板机，可用于批量操作多部手机。厂家宣称这种设备可以轻松操纵网络功能，如游戏、直播、推广等，甚至能修改IP地址以逃避监管。记者通过调查发现，这些水军“主板机”在网络灰产和网络黑产中热销。节目呼吁相关部门加强监管，铲除这种市场毒瘤。

## 不防火的防火玻璃
2023年12月底，记者接到群众举报，指称天津和河北部分市场销售的防火玻璃质量不达标。调查发现，一些企业生产的防火玻璃实际上是普通钢化玻璃，通过冒充防火标志和伪造检验报告等手段躲避监管。以上行为违反了国家强制性标准建筑设计防火规范，严重威胁高层建筑消防安全。调查人员将这些情况曝光，呼吁加强监管，以保障公众生命财产安全。

## 偷工减料的灭火器
2024年1月初，记者调查发现，华中地区五金机电市场上出售的灭火器存在严重的偷工减料现象。商家以低廉的价格销售灭火器，但其灭火效果远不符合标准，部分甚至不具备灭火功能。这些不合格的灭火器给消费者造成了严重的安全隐患，节目呼吁主管部门严肃处理，确保公众安全。

## 梅菜扣肉里的“糟心肉”
曝光了安徽省阜阳市部分企业利用未经严格处理的槽头肉制作梅菜扣肉预制菜的问题。这些劣质槽头肉制成的预制菜存在食品安全隐患，会给消费者带来健康风险。随后，国家市场监督管理总局等部门展开严厉打击肉类产品违法犯罪专项整治行动，以保障肉类产品质量安全。
3月16日，阜阳市对“3·15晚会”曝光的梅菜扣肉等产品，立即下架处理，对已售出产品立即发函召回。

## 神乎其神的听花酒
2020年起，一款号称“高端商务白酒”的听花酒出现在消费市场上，其天价售价让人吃惊，销售人员宣称其具有神奇的保健功效。然而，该酒的宣传涉及违反广告法和专利法的行为，如夸大功效、虚假宣传，甚至在未取得专利的情况下宣称拥有专利技术。尽管销售人员极力推崇其保健功能，但实际上，该酒的所谓神奇效果并无科学依据，其所谓的凉味剂仅为普通的薄荷提取物。这种违法违规的宣传行为不仅损害了消费者权益，也扰乱了市场秩序。

## 3·15信息安全实验室：“变脸”诈骗
近期AI诈骗频频发生，诈骗分子利用AI技术合成时间较短的语音和视频影像取得当事人的信任，最终达到骗取钱财的目的。警方提醒，可以向对方提出摸鼻子和按脸的要求，这样会干扰面部数据。此外，也不要接听陌生来电，点击陌生网站等，避免暴露个人信息，要保护人脸、声纹、指纹等个人生物数据。最后要及时报警，遇到困难找警察。

## 婚恋平台套路深
曝光了珍爱网、世纪佳缘、恋爱课等婚恋网站的话术陷阱。红娘会使用抛“诱饵”、筛客户、路堵死等手法，通过塑造虚拟人物形象吸引客户，进而通过核实用户资料来对客户经济能力进行筛选，最后让消费者相信婚恋网站是找到婚配对象的唯一作用，使婚恋网站盈利。职业的重点不是促进一对对的千里姻缘，而是如何用欺骗性的话术引诱消费者，目的就是为了业绩提成。节目呼吁，红娘牵线，牵的应该市场成人之美，而不是赤裸裸的成交业绩。

## 令人不安的宝马传动轴
宝马530Li车型存在传动轴异响问题，但经销商拒不承认这一问题，选择通过发放代金券和免费更换的方式进行补偿。此外，宝马厂家声称将售后问题处理权限授予经销商，并不就相关问题发表声明，消费者的修复车辆问题的需求得不到回应。节目呼吁，保护消费者权益来不得半点马虎，更不能容忍企业的信马由缰。

## 网络借贷中的礼品卡猫儿腻
消费者投诉“同程金融”APP将贷款产品层层包装，逃避监管，从中牟利。“同程金融”通过提供礼品套餐，再回收礼品卡的方式变相向消费者提供“现金贷”。礼品套餐除礼品卡外，还强行绑定了实物商品以及会员优惠券。此外，“同程金融”虚标价格，绑定产品实际价值远远低于标价。消费者通过购买礼品套餐，只能获得礼品卡部分的现金，其余强行绑定商品无法变现，最终消费者实际获得的现金只有礼品套餐标价的三分之二左右。“同程金融”行为已经违反了相关单位对于现金贷的管制。节目提醒广大消费者要使用正规的金融产品，理性消费的同时要擦亮眼睛，远离非法信贷。